# Гордієць Євген Якович
Євген Якович Гордієць (нар. 1 квітня 1952, Макіївка) — радянський художник-сюрреаліст. Заслужений художник УРСР (1986). Член Національної спілки художників України (1979).

## Біографія
Народився 1 квітня 1952 року в Макіївці Донецької області.
1967 року в п'ятнадцятирічному віці вступив до Художньої школи імені Т. Шевченка у Києві. Закінчив Київський державний художній інститут (1971—1977), де його педагогом за фахом був Олександр Михайлович Лопухів. Після цього закінчив Творчу майстерню Академії мистецтв СРСР у Києві (1978—1982), де його керівником був Сергій Олексійович Григор'єв.
З 1977 по 1991 рік працював в Творчо-виробничому об'єднанні «Художник».
З 1977 по 1978 рік був викладачем Київського державного художнього інституту.
З 1979 року — член Національної спілки художників України.
З 1978 по 1982 рік — аспірант Творчих майстерень академії мистецтв СРСР у Києві.
З 1991 року мешкає у США.

## Творчість
Євген Гордієць відомий як художник-сюрреаліст. Пише в жанрах пейзаж та натюрморт. Його творчість порівнюють з роботами французького художника П'єра Пюві де Шаванна.
Учасник республіканських та Всесоюзних виставок з 1977 року. Мав персональні виставки в Парижі (1989), Нью-Йорку (1995), Скотсдейлі та Нантакеті (2001). Його роботи зберігаються у Київському національному музеї російського мистецтва, Третьяковській галереї у Москві, Кельнському музеї сучасного мистецтва та низці музеїв на території України. Роботи Євгена Гордійця продавалися на аукціоні Christie's.
1990 року його робота прикрасила обкладинку каталогу Christie's.
Серед його картин: «Заради життя на землі» (1977), «Стиглі вишні», «Весна» (обидві — 1979), «Новий світ» (1981), «Тиша», «Рідні простори», «Дитина і море» (усі — 1982), «Хліб печуть» (1984), «Джерело» (1985), «Літо», «Мадонна в пустелі» (обидва — 1991), «Зебра», «Осінь і весна» (обидві — 1992), «Світлий стан» (1993), «Очікування» (1995), «Споглядання» (1999), «Сон» (2001), «Сад над річкою» (2003).

## Нагороди та звання
- Перша премія за дипломну роботу на всесоюзній виставці дипломів у Вільнюсі (1977)
- Перша премія Республіканської виставки (Київ, 1982)
- Заслужений художник УРСР (1986)